# Распознавание по компонентам
Распознавание по компонентам — теория разработанная профессором когнитивной нейробиологии в Университете Южной Калифорнии Бидерманом (Biederman), согласно которой распознавание объектов происходит посредством наблюдения граней объектов и декомпозиции (разложения) объектов на геоны[неизвестный термин]. Комбинации ограниченного числа геонов могут формировать огромное разнообразие объектов. Геоны обладают свойством элементарности и инвариантности к точке наблюдения, поэтому объекты, распознаваемые посредством декомпозиции на геоны, распознаются хорошо в условиях различной освещённости и зрительного шума, из разной перспективы. Невозможна зрительная идентификация посредством распознавания по компонентам объектов с неопределёнными границами и лица человека.

## Теория геонов
Теория геонов (geon theory), также известная как теория распознавания по компонентам (Recognition-by-Components, RBC), была сформулирована Ирвингом Бидерманом из Университета Южной Калифорнии в 1987 году.
Представления Бидермана о восприятии формы основаны на понятии геон (сокращение от «геометрические ионы»). Согласно этой концепции, все сложные формы состоят из геонов, и мозг использует ограниченный набор базовых форм (называемых геонами) для интерпретации форм в реальном мире. Это упрощает наше непосредственное восприятие и уменьшает количество деталей в памяти, что позволяет избежать сенсорной перегрузки. Наш мозг упрощает визуальное восприятие форм, превращая их в сборки геонов.
Эта теория является одной из ключевых моделей в когнитивной науке, объясняющей, как люди распознают и идентифицируют трехмерные объекты, основываясь на их компонентных частях.

## История теории геонов

### Предпосылки
Исследования в области восприятия объектов начали активно развиваться в середине XX века. Несколько ключевых этапов привели к появлению теории геонов:
1. Гештальтпсихология (1920-е — 1940-е): Исследователи, такие как Макс Вертгеймер, Курт Кофка и Вольфганг Кёлер, предложили, что восприятие организовано в гештальты (целостные образы), а не как совокупность отдельных частей. Они подчеркивали принципы, по которым мозг организует визуальную информацию, такие как близость, сходство, продолжение и замкнутость.
2. Теория шаблонов (1950-е): В 1950-х годах теории шаблонов стали популярны. Эти теории предполагали, что объекты распознаются путем сопоставления с хранящимися в памяти шаблонами. Однако, эта модель не объясняла, как мы можем распознавать объекты с разными углами зрения или частичной окклюзией.
3. Теория прототипов (1960-е): Эта концепция предложила, что объекты распознаются по прототипам — усредненным представлениям категорий объектов. Тем не менее, она также сталкивалась с трудностями в объяснении распознавания объектов в сложных условиях.

### Появление теории геонов
В 1987 году Ирвинг Бидерман предложил теорию распознавания по компонентам (RBC), основываясь на следующих наблюдениях и исследованиях:
1. Основные идеи: Бидерман предположил, что объекты можно разложить на ограниченное число базовых трехмерных форм, которые он назвал геонами (geons). Эти геоны служат строительными блоками для создания более сложных объектов.
2. Экспериментальные доказательства: Исследования Бидерман показали, что люди могут распознавать объекты даже при наличии шума или частичной окклюзии, если основные геоны остаются видимыми[2].

### 1980-е — 1990-е годы
После публикации теории Бидерманом, она стала объектом интенсивных исследований и дебатов:
1. Подтверждение и расширение: Многочисленные эксперименты подтвердили, что распознавание объектов основано на выделении ключевых компонентов. Исследования с использованием искусственных объектов и частичной окклюзии подтвердили важность геонов в визуальном восприятии[3][4][5].
2. Критика и дискуссии: Некоторые исследователи критиковали теорию за ограниченность числа геонов и недостаточную объяснительную силу для сложных и текстурных объектов. Были предложены модификации и альтернативные модели, такие как теории структурного описания и методы на основе контуров[6].

### 2000-е — настоящее время
Современные исследования продолжают развивать и уточнять теорию геонов:
1. Нейронаучные исследования: С использованием методов функциональной магнитно-резонансной томографии (фМРТ) и электроэнцефалографии (ЭЭГ), исследователи изучают нейронные корреляты распознавания объектов. Работы показывают, что определенные области мозга активируются при распознавании геонов и их сочетаний[7][8][9][10].
2. Психофизические эксперименты: Современные исследования фокусируются на изучении точности и скорости распознавания объектов в условиях разной детализации и окклюзии. Эти исследования подтверждают, что люди лучше распознают объекты, когда основные геоны остаются видимыми.
3. Алгоритмы компьютерного зрения: Теория геонов нашла применение в разработке алгоритмов машинного зрения. Современные системы, основанные на геонных моделях, способны эффективно распознавать и классифицировать объекты в различных условиях.

## Современное состояние вопроса
На сегодняшний день теория геонов продолжает оставаться влиятельной моделью в когнитивной науке и компьютерном зрении. Она находит применение в различных областях, включая робототехнику, искусственный интеллект и нейронауки.

### Применение и исследования
1. Компьютерное зрение и искусственный интеллект: Современные алгоритмы распознавания объектов часто используют принципы, предложенные в теории геонов, для создания более устойчивых и адаптивных систем.
2. Нейронауки: Исследования продолжают изучать, как мозг обрабатывает и распознает геоны, что помогает лучше понять механизмы восприятия и когнитивные процессы.
3. Психология восприятия: Текущие исследования фокусируются на изучении того, как люди распознают объекты в различных условиях, включая динамическое и изменяющееся окружение.

## Основные положения теории
1. Геоны: Теория утверждает, что все объекты можно разложить на простые трехмерные формы, называемые геонами (geons). Геоны представляют собой базовые строительные блоки, из которых состоят более сложные формы[11].
2. Распознавание по компонентам: Процесс распознавания объектов заключается в идентификации геонов и их пространственных взаимоотношений. По Бидерману, достаточно 36 геонов для описания большинства объектов, с которыми сталкиваются люди.
3. Иерархическая обработка: Визуальная система сначала выделяет основные контуры и границы, затем разлагает изображение на геоны и их связи, и наконец, интегрирует эту информацию для распознавания целого объекта.

## Влияние теории

### Когнитивная наука
Теория геонов внесла значительный вклад в понимание механизмов визуального восприятия. Она предоставила структурированную модель, объясняющую, как мозг декомпозирует и реинтегрирует визуальную информацию для распознавания объектов. Теория геонов помогла заложить основу для последующих исследований в областях нейронауки и психологии восприятия.

### Компьютерное зрение
В области компьютерного зрения теория геонов оказалась полезной для разработки алгоритмов распознавания объектов. Модели, основанные на этой теории, демонстрируют высокую устойчивость к вариациям освещения, углов обзора и частичной окклюзии. Такие алгоритмы применяются в робототехнике, системах безопасности и анализе изображений.

### Искусственный интеллект
В искусственном интеллекте теория геонов способствует разработке систем, способных к автономному восприятию и анализу окружающей среды. Эти системы используют принципы разложения объектов на базовые компоненты для улучшения точности и эффективности распознавания.

## Примеры применения

### Экспериментальные исследования
1. Психофизические эксперименты: В экспериментах, где участникам показывали объекты с частичной окклюзией, было обнаружено, что они могли успешно распознавать объекты, если основные геоны оставались видимыми. Это подтверждает важность геонов в процессе визуального восприятия[12][13][14][15].
2. Нейронаучные исследования: С использованием фМРТ и ЭЭГ, ученые обнаружили, что определенные области мозга активируются при распознавании геонов и их комбинаций. Это указывает на наличие специализированных нейронных механизмов для обработки базовых компонент объектов .

### Реальная жизнь
1. Робототехника: В робототехнике алгоритмы, основанные на теории геонов, позволяют роботам эффективно ориентироваться в сложных средах, идентифицировать и манипулировать объектами[16].
2. Системы безопасности: В системах видеонаблюдения и безопасности использование геонных моделей помогает в автоматическом распознавании и классификации объектов и лиц, улучшая надежность и точность этих систем.

## Ограничения
Хотя теория геонов получила широкое признание, она также подвергалась критике. Основные замечания включают:
- Ограниченность числа геонов: Некоторые исследователи считают, что 36 геонов недостаточно для описания всех возможных объектов.
- Недостаточная объяснительная сила для сложных объектов: Теория может быть менее эффективной для распознавания объектов с высокой степенью детализации и текстурных особенностей[17].